# Maria do Carmo Seabra
Maria do Carmo Félix da Costa Seabra (Lisboa, 27 de janeiro de 1955) é uma professora universitária e política portuguesa.

## Biografia
É irmã do Padre João Seabra, Grande-Oficial da Ordem do Infante D. Henrique e Cónego da Sé Patriarcal de Lisboa a 29 de Janeiro de 2019, bisneta do 1.° Visconde de Castelo Novo e dum Franco-Belga.
Ocupou o cargo de Ministra da Educação no XVI Governo Constitucional de 17 de Julho de 2004 a 12 de Março de 2005. 
É professora associada da Faculdade de Economia da Universidade Nova de Lisboa.

## Funções governamentais exercidas
- XVI Governo Constitucional
  - Ministra da Educação